# Paratriodonta romana
Paratriodonta romana (Brenske, 1890) è un coleottero appartenente alla famiglia scarabaeidae. 

## Descrizione

### Adulto
P. romana si presenta come un coleottero di piccole dimensioni (circa 6 mm), dalla forma leggermente tozza e dal colore nero, talvolta con riflessi opachi color verde comunque molto scuro, quasi nero.

## Biologia
Gli adulti compaiono ad aprile e sono di abitudini diurne. Possono essere facilmente osservati sui fiori intenti a cibarsi del polline.

## Distribuzione
P. romana è un endemita dell'Italia, dove si può rinvenire soltanto lungo il litorale laziale.